# Ventosa (Vieira do Minho)
Ventosa ist ein Ort und eine ehemalige Gemeinde (Freguesia) im Norden Portugals.

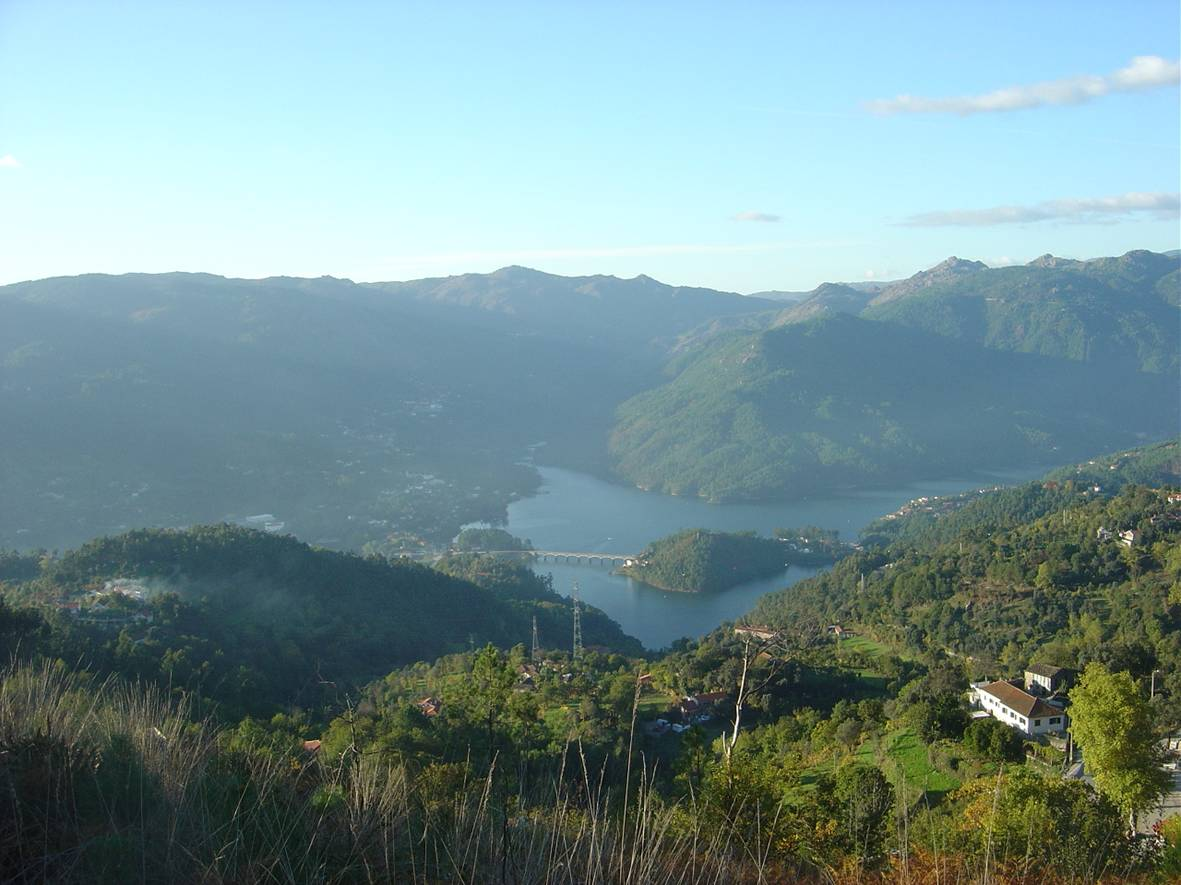
Talsperre Caniçada von Ventosa aus gesehen

Ventosa gehört zum Kreis Vieira do Minho im Distrikt Braga. Die Gemeinde hatte eine Fläche von 4,3 km² und 365 Einwohner (Stand 30. Juni 2011).
Am 29. September 2013 wurden die Gemeinden Ventosa und Cova zur neuen Gemeinde União das Freguesias de Ventosa e Cova zusammengeschlossen. Ventosa ist Sitz dieser neu gebildeten Gemeinde.